# علی باغبانیان
علی باغبانیان (زادهٔ ۲۳ آذر ۱۳۳۸ در بادرود نطنز)،نمایندهٔ حوزهٔ انتخابیهٔ نطنز و قمصر در دورهٔ هفتم مجلس شورای اسلامی بوده‌است. وی پیش‌تر در دورهٔ پنجم و ششم نیز عضو این مجلس بود.
وی پس از اخذ مدرک دیپلم با کسب رتبه ۶۲۶ کنکور در رشته پزشکی دانشگاه اصفهان پذیرفته شد و سپس رشته تخصصی روان پزشکی را با موفقیت پشت سر گذاشت و در بیمارستان اخوان کاشان مشغول به کار گردید.
باغبانیان در خرداد ۱۳۷۶ با کسب  اکثریت آرای اهالی حوزه انتخابیه نطنز،بادرود،قمصر و نیاسر به عنوان نماینده مردم برگزیده شد.وی در دوره های پنجم، ششم و هفتم نمایندگی مردم در مجلس را عهده دار بوده است.
ریاست کمیسیون بهداشت و درمان مجلس شورای اسلامی، نایب رئیس کمیسیون بهداشت و درمان مجلس، عضو شورای عالی انقلاب فرهنگی، نایب رئیس کمیسیون ارشاد مجلس ، عضو هیات امنای دانشگاه علوم پزشکی کاشان و عضو هیات نظارت مرکزی انتخابات هلال احمر از جمله مسئولیت های علی باغبانیان بوده است.